# Museo archeologico nazionale di Civitavecchia
Il Museo archeologico nazionale di Civitavecchia (MANC), ospitato nel settecentesco palazzo di Clemente XIII (già sede della guarnigione pontificia), custodisce una serie di reperti archeologici provenienti dall'antica Centumcellae e dall'intero comprensorio, tra i quali ritrovamenti dall'area archeologica del vicino Monte Rovello.
Il museo, sito in piazza Cavour 1, è articolato su tre livelli. Il costo del biglietto è di 3€ , agevolato 2€. 
Dal dicembre 2014 il Ministero per i beni e le attività culturali lo gestisce tramite il Polo museale del Lazio, nel dicembre 2019 divenuto Direzione regionale Musei.